# Berber kalózok

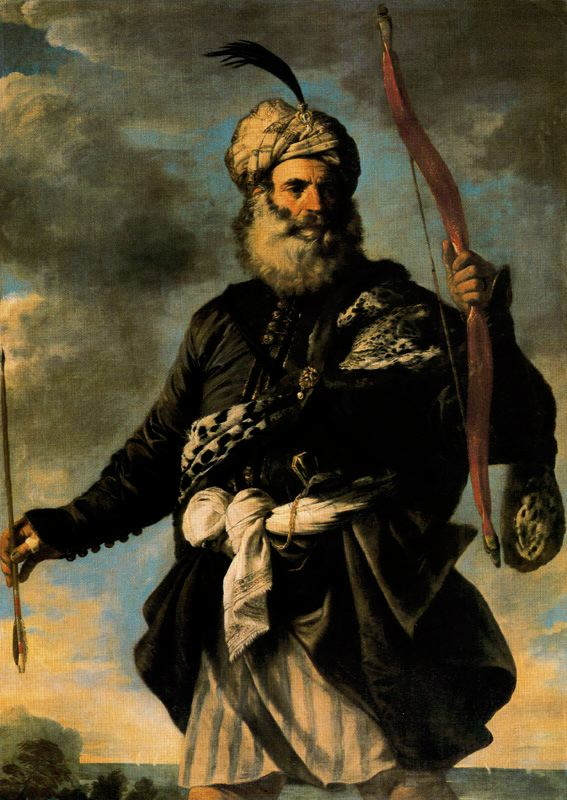
Berber kalóz (Pier Francesco Mola képe, 1650)

A berber kalózok a Földközi-tenger a középkorban és kora újkorban Berberpartnak nevezett észak-afrikai partvidékének tengeri rablói voltak. A nemcsak berber és arab, hanem gyakran renegát keresztény kalózok elsősorban Algír, Tunisz és Tripoli városaiból indultak portyáikra. Vadászterületük elsősorban a Földközi-tenger nyugati része volt, de portyáztak az Atlanti-óceán nyugati partvidékén és akár Angliáig, sőt Izlandig vagy Dél-Amerikáig is eljutottak. A hajók elfogásán kívül kirabolták a partmenti falvakat is zsákmány és rabszolgák után kutatva. Spanyolország és Olaszország egyes partvidékei teljesen elnéptelenedtek, mert a berberek a 16. és 19. század között kb. 800 ezer-1,25 millió embert hurcoltak el a rabszolgapiacokra.
A kalózok aktivitása a 17. század második felétől kezdett el visszaesni, amikor az egyre erősebb flottákat építő európai hatalmak kényszerítették a berber államokat, hogy szerződésben garantálják kereskedőhajóik biztonságát. Támadások azonban továbbra is előfordultak , míg a bécsi kongresszuson a nagyhatalmak meg nem állapodtak a kalózkodás visszaszorításáról; Algír 1830-as francia megszállása pedig végképp véget vetett a berber kalózok tevékenységének.

## Történetük
A Földközi-tenger mentén élő muszlimok már a 9. század óta foglalkoztak kalózkodással, főleg a rövid életű Krétai Emirátus idején. A keresztes háborúk idején a hadmozdulatok inkább a szárazföldön történtek, és a 13-14. században inkább a katalán kalózok jelentettek veszélyt a kereskedőhajókra. A 14. század végére azonban a mai Tunéziában fekvő Mahdia kalózai olyan hírhedtté váltak, hogy a franciák és genovaiak közös hadjáratot szerveztek a kifüstölésükre (Mahdiai keresztesháború). A spanyol reconquista miatt menekülők jelentősen megnövelték a keresztényellenes észak-afrikai lakosságot, de a berber kalózok csak Kemál Reisz érkezése és az Oszmán Birodalom támogatása után kezdtek komoly veszélyt jelenteni a keresztények kereskedelmi útvonalaira.

### 16. század

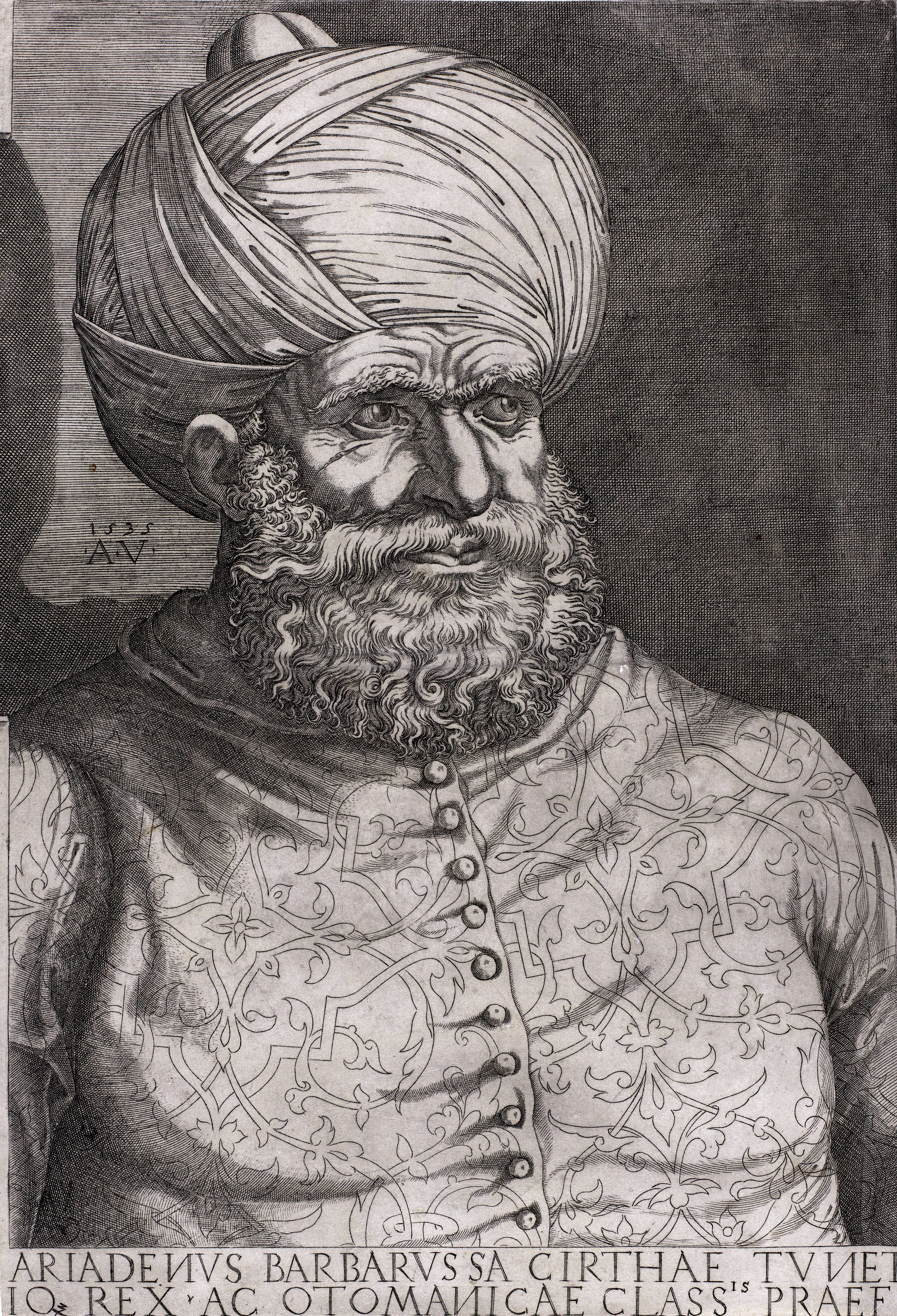
Hajreddin Barbarossa (1535-ös ábrázolás)

A 16. század elejének hírhedt leszboszi születésű kalóza, Arudzs Barbarossa annyira megerősödött, hogy elkergette Algír szultánját és magát kiáltotta ki uralkodónak. 1517-ben felajánlotta Algírt I. Szelim oszmán szultánnak, aki kinevezte Arudzsot az új szandzsák kormányzójává. Arudzs a következő évben meghalt, de szerepét öccse, Hizr vette át, akit az európaiak Hajreddin Barbarossaként ismertek meg.
1529-ben Hizr elfoglalta az Algír kikötőjét addig uraló spanyol erődöt és tengerészeti támaszponttá építette ki a várost. 1518-tól 1587-ig itt volt a Tuniszt és Tripolit is magába foglaló szandzsák központja. 1587-től 1659-ig Konstantinápolyból küldött pasák kormányoztak, de ekkor egy lázadás után a szandzsák gyakorlatilag független városállamokra szakadt szét Formálisan továbbra is a szultán alattvalói maradtak, de saját maguk választották vezetőiket és gazdaságuk jelentős részét a zsákmányolt keresztény hajók és azok rakománya jelentette. 

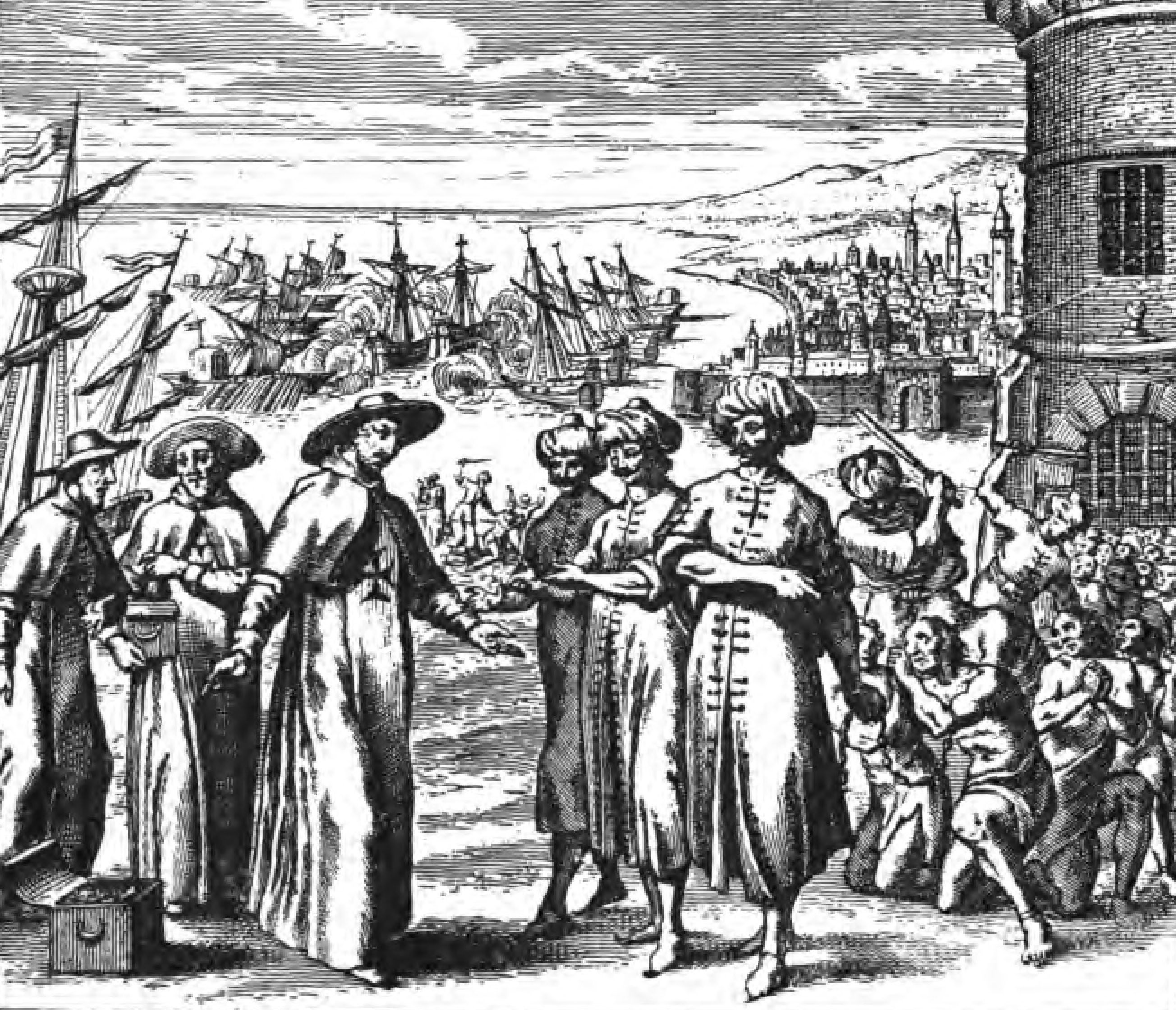
Keresztény rabok kiváltása

Az 1518–1587 közötti periódusban a beglerbégek egyben az oszmán szultán admirálisai is voltak, jelentős hadiflottát irányítottak és Konstantinápoly háborúinak megfelelően válogatták célpontjaikat. A katonai célpontok (erődök, hadihajók) támadása mellett tevékenységük nagy része már ekkor is a zsákmányolásból és rabszolgaszerzésből állt. 1544-ben Hajreddin elfoglalta a Nápolyi-öbölben fekvő Ischia szigetét, ahol 4000 foglyot szerzett, Liparinak pedig szinte a teljes lakosságát, 9000 embert vitt el rabszolgának. 1551-ben Turgut Reisz hurcolta el az észak-afrikai rabszolgapiacokra a Málta melletti Gozo szigetének összes (5-6000) lakosát. 1554-ben a muzulmán kalózok a dél-itáliai Viestéből hurcoltak el 7000 foglyot, a következő évben pedig Turgut Reisz a korzikai Bastiából vitt el 6000 lakost. 1558-ban elfoglalták a menorcai Ciutadella városát, lakosait lemészárolták, a 3000 túlélőt pedig Konstantinápoly rabszolgapiacaira vitték. Turgut Reisz 1563-ban a dél-spanyolországi Granada partvidékén fosztogatott, több települést elfoglalt és 4000 foglyot ejtett. Az állandó kalózveszély miatt a Baleári-szigetek és Korzika partvidékén őrtornyokat emeltek és megerődítették a templomokat, Formentera szigetét pedig elhagyták a lakosok. A gyorsaságra és meglepetésre építő támadás ellen azonban nem találtak ellenszert, bár a Máltai Lovagrendnek és a Szent István Lovagrendnek olykor sikerült legyőznie a muzulmánok flottáit (az egyik ilyennek állít emléket Livornóban a Quattro Mori szoborcsoport).
1587 után a portyák egyedüli célja a zsákmányolás volt. A hajókat kapitányok, reiszek vezették, akik külön társadalmi osztályt képeztek az észak-afrikai városokban. Hajóikat a városok befektetői finanszírozták, akik részt kaptak a zsákmányból. Ezenfelül a város vezetőjének, a dejnek tíz százalék járt a kalózok jövedelméből. A muzulmánok nem rablótevékenységnek, hanem jogos harcnak tartották a hajók elfogását és települések kifosztását. Egyrészt a hitetlenek elleni általános harc, a dzsihád tengeren folyó változatának tekintették, másrészt úgy érezték, hogy minden eszközzel védekezniük kell az európai hatalmak agresszív térhódításával szemben. Spanyolország és Portugália számos erődöt tartott fenn az észak-afrikai partvidék mentén, városokat szálltak meg és helyi muzulmán uralkodókat tartottak vazallusként. Ezenkívül a keresztények is gályarabságba vetették az elfogott muszlim hajók legénységét.   

### 17. század

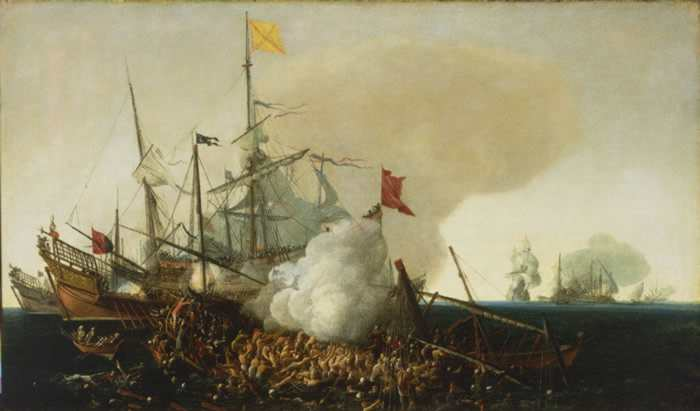
Spanyol hadihajó küzdelme a berber kalózokkal (Cornelis Vroom festménye, 1615)

A 17. század első fele jelentette a berber kalózok aranykorát. Az észak-európai keresztény renegátok, mint a holland Simon Danseker vagy az angol John Ward megismertették velük az európai keresztvitorlázatú hajók kezelését és navigációját, így hosszabb távra is kimerészkedhettek az Atlanti-óceánra. A berberek által használt latinvitorlás, sekély merülésű, gyors gályák erre nem voltak alkalmasak. A renegátok egy része az iszlámra is áttért, mint Ivan de Venboeer (Szulejman Reisz) aki 1617-ben az algíri flotta parancsnoka lett, vagy Jan Janszoon (Murat Reisz) aki észak-atlanti portyákon szerzett rabszolgákat.
Rendszeresen érték kalóztámadások Portugália déli partjait, Spanyolország déli és keleti vidékét, a Baleári-szigeteket, a Kanári-szigeteket, Szardíniát, Korzikát, Elbát, az Itáliai-félszigetet (és különösen Liguria, Toszkána, Lazio, Campania, Calabria és Apulia tengerpartjait), Szicíliát és Máltát. Ritkábban, de fosztogattak Ibéria északnyugati részén is: 1617-ben kirabolták a galíciai Bouzas, Cangas do Morrazo, Moaña és Darbo településeket.
Egy emlékezetes alkalommal (izlandi törökdúlás) Jan Janszoon (vagy Murat Reisz) 1627-ben Izlandon ejtett 400 foglyot, akik közül 242-t az észak-afrikai rabszolgapiacokon adtak el. A kalózok a fiatal és egészséges izlandiakat válogatták ki, az öregeket a templomba terelték, amit aztán felgyújtottak. Az ellenállókat leölték. A történteket Ólafur Egilsson írta le, aki az elhurcoltak között volt, de a következő évben váltságdíjat fizettek érte.
1631-ben Murat Reisz algíri kalózokkal és török janicsárokkal az írországi Baltimore halászfalut szállta meg. Szinte minden lakosát elvitték rabszolgának; közülük csak ketten kerültek vissza hazájukba.

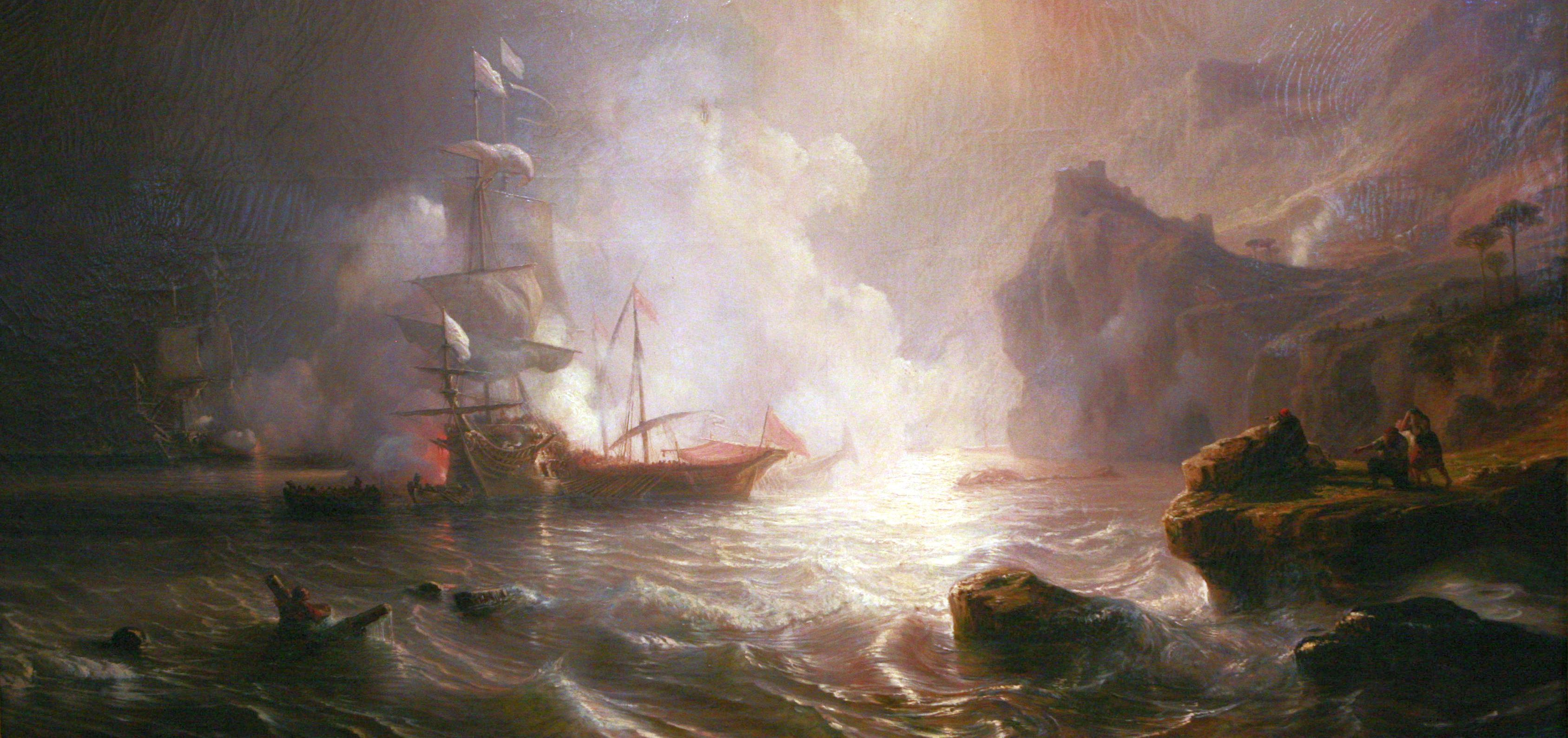
Francia hajó csatája két berber gályával (Jean Antoine Théodore de Gudin képe)

Egyedül Algírban 20 000-re becsülték a rabszolgák számát. A gazdag foglyokért váltságdíjat kértek, de a szegényekre élethosszig tartó rabszolgamunka várt. Európában mindennapos volt, hogy adományokat gyűjtöttek a muzulmánok által elhurcolt foglyok kiváltására (különösen az olyan szerzetesrendek, mint a redemptoristák vagy a lazariták).
A kalózokat segítette az európai hatalmak rivalizálása is háborúi is. A franciák fizettek az algíriaknak, hogy spanyol hajókat támadjanak meg, később pedig Anglia és Hollandia a francia kereskedők elfogására buzdította őket. Az 1630-as évektől kezdve Anglia békeszerződéseket kötött a berber államokkal, bár ezeket a szerződéseket gyakran megszegték: a kalózok arra panaszkodtak, hogy az olasz hajók gyakran angol lobogó alatt hajóztak, hogy elkerüljék a kifosztásukat. Az egyre erősödő brit flotta járőrei és blokádjai azonban egyre rontották a kalózmesterség jövedelmezőségét. II. Károly uralkodása idején (1675-ben) Tuniszt sikerült a kikötő ágyúzásával rávenni a békére, majd a következő évben a marokkói Saléi Köztársaság rablóit sikerült egy büntetőexpedícióval szinte teljesen szétkergetni. A legerősebb kalózállam, Algír 1677-ben megszegte  hat évvel korábban kötött békét, de 1682-ben a flotta vereséget mért rá és egészen a napóleoni háborúk végéig tartó szerződést kötöttek Nagy-Britanniával. A franciák hasonló megállapodást kényszerítettek ki, miután az akkoriban kifejlesztett bomb ketch hajókról 1682-ben, 1683-ban és 1688-ban mozsárágyúkkal lőtték Algírt, nagy károkat okozva a város épületeiben.

### 18. és 19. század

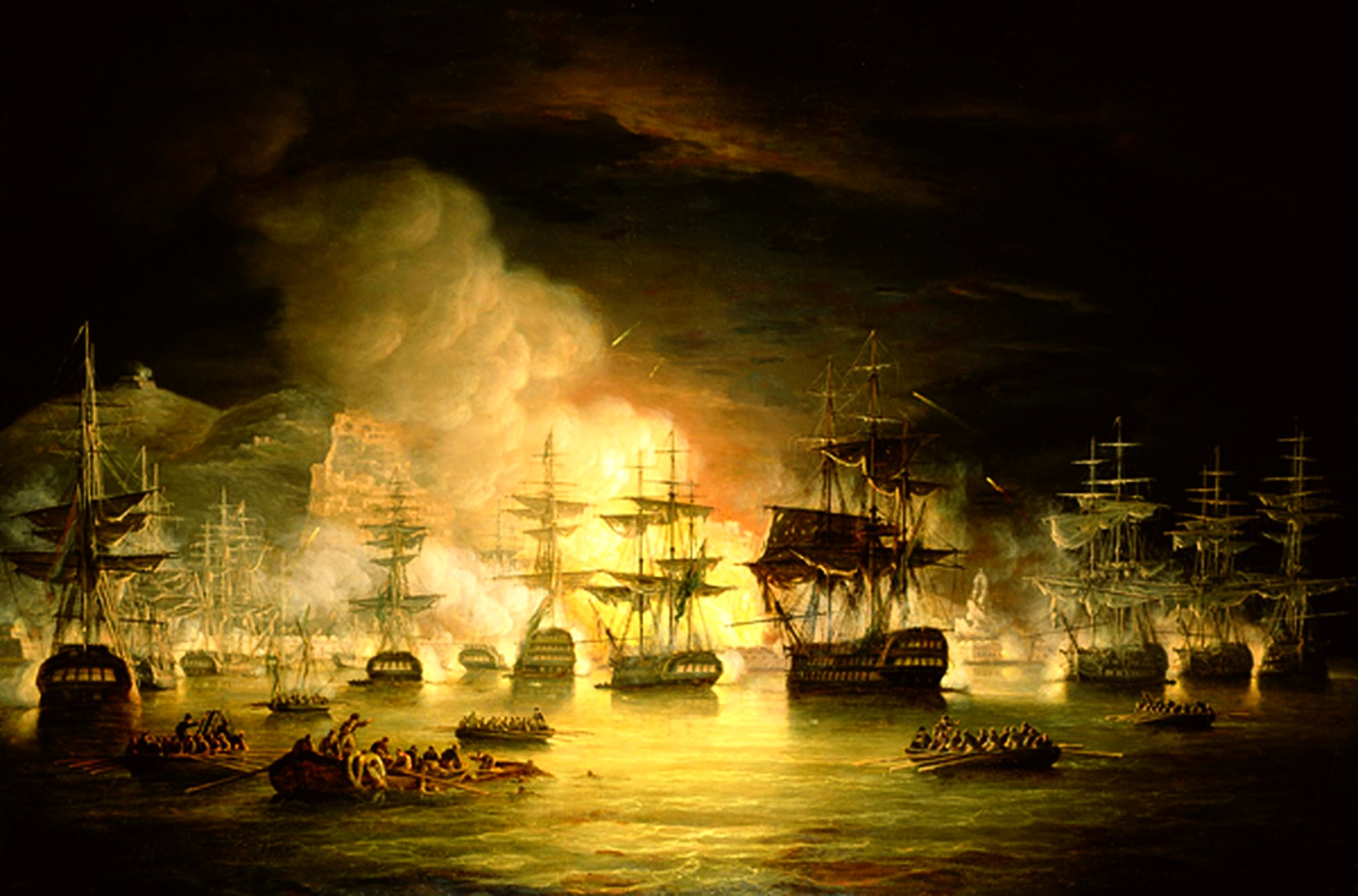
Algír lövetése 1816 augusztusában (Thomas Luny képe, 1820)

1783-ban és 1784-ben a spanyol flotta lőtte Algírt. A második alkalommal olyan nagy károkat okoztak, hogy a dej békét kért és a következő években a spanyol hajókat és partokat nem érte berber kalóztámadás.
Mielőtt az észak-amerikai 13 brit gyarmat kikiáltotta volna függetlenségét, kereskedőhajóikat a Nagy-Britannia által kötött szerződések óvták az afrikai kalózoktól. Bár Marokkó volt az első állam, amely elismerte az amerikai függetlenséget 1777-ben, az első berber kalóz amelyik elfogott egy amerikai hajót 1784-ben, éppen marokkói illetőségű volt. Az újonnan létrehozott amerikai flotta egyik fontos feladata a mediterrán kereskedelem biztosítása volt. Az USA békét kötött a három észak-afrikai városállammal, de cserébe évente jelentős adót fizetett nekik; 1800-ban ez az adó és a váltságdíjak a teljes állami kiadás 20%-át tette ki. A 19. század elejének amerikai elnökei vonakodtak megfizetni a "barbárok" adóját és az algíriak részéről is történtek incidensek, így két fegyveres konfliktus (az első berber háború, 1801-05 és a második berber háború, 1815) után az USA kiharcolta az adómentességet.
A napóleoni háborúkat lezáró 1814-15-ös bécsi kongresszus arról is határozott, hogy meg kell szüntetni a földközi-tengeri kereskedést zavaró kalózkodást. Nagy felháborodást keltett, amikor egy tuniszi flotta kifosztotta Palma de Mallorca városát és 158 lakost elhurcoltak. Nagy-Britannia ekkoriban tiltotta be a rabszolgakereskedelmet és igyekezett erre a többi államot is rávenni, akik azzal védekeztek, hogy a saját polgáraik is rabszolgasorban sínylődnek a berber államokban. Anglia ezért flottával kísért delegációt küldött hozzájuk, hogy az elfogott keresztény tengerészeket ezentúl ne rabszolgáknak, hanem hadifoglyoknak tekintsék. A tárgyalások alatt az algíri dej katonákat küldött az észak-afrikai parton, Bonában megtelepedett szicíliai és szardíniai halászok elfogására. Azok ellenálltak, mire a janicsárok százat lekaszaboltak és sokakat megsebesítettek. Az eset nagy felháborodást keltett Angliában és - holland segítséggel - flottát küldtek Algír ellen. A dej vonakodott elfogadni az ultimátumot, mire a 100 ágyús sorhajók elsüllyesztették az algíri flottát és mintegy 500 tonnányi ágyúgolyót lőttek a városra, aminek 2000-en estek áldozatul. Algír kapitulált.
A rabszolgakereskedelem azonban alapvető volt a berber államok gazdasága számára és kisebb mértékben ugyan, és kis államok hajóit támadva, de folytatódott. 1818-ban az aacheni kongresszuson is felmerült a probléma, majd az angolok 1820-ban újból lőtték Algírt. Ennek ellenére szórványos támadások tovább folytatódtak, egészen addig, míg Franciaország 1830-ban meg nem szállta Algériát.

## Hírhedt kalózok
- Gedik Ahmed Pasa (†1482)
- Kemál Reisz (kb. 1451–1511)
- Arudzs Barbarossa  (kb. 1474–1518)
- Hajreddin Barbarossa (1478–1546)
- Szinán Reisz (†1546)
- Piri Reisz (†1554)
- Turgut Reisz (1485–1565)
- Szinán Pasa (†1553)

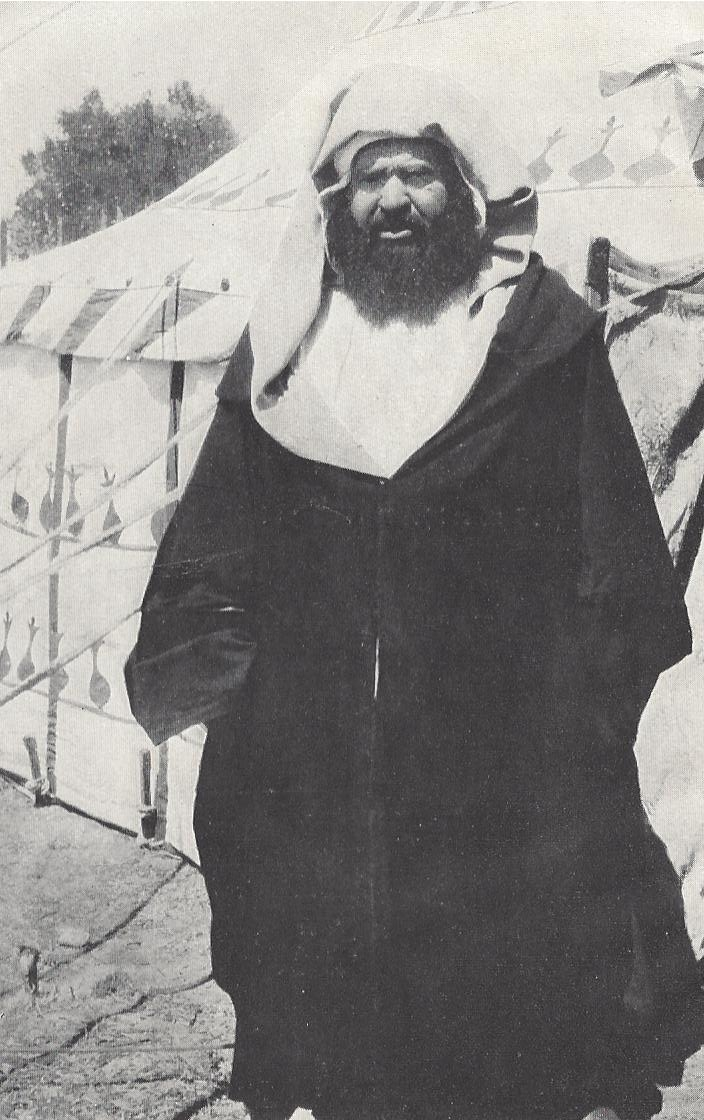
Mulaj Ahmad al-Rajszuni, az utolsó berber kalóz

- Kurtoglu Muszlihiddin Reisz (1487–kb. 1535)
- Kurtoglu Hizr Reisz
- Szalih Reisz (kb. 1488–1568)
- Szejdi Ali Reisz (1498–1563)
- Pijale Pasa (kb. 1515–1578)
- Hamidu Reisz (1773–1815)
- Uludzs Ali Reisz (1519–1587)
- Ali Bitchin (kb. 1560–1645)
- John Ward (kb. 1553 – 1622)
- Simon Danseker (kb. 1579–kb. 1611)
- Salomo de Veenboer (†1620)
- Murat Reisz (kb. 1534–1638)
- Jan Janszoon (kb. 1570–1641 után)

## Fordítás
- Ez a szócikk részben vagy egészben  a   Barbary pirates című angol Wikipédia-szócikk ezen változatának fordításán alapul.  Az eredeti cikk szerkesztőit annak laptörténete sorolja fel. Ez a jelzés csupán a megfogalmazás eredetét és a szerzői jogokat jelzi, nem szolgál a cikkben szereplő információk forrásmegjelöléseként.